# NGC 7268
NGC 7268 est une paire de galaxies située dans la constellation du Poisson austral. Sa vitesse par rapport au fond diffus cosmologique est inconnue ainsi que sa distance de Hubble. NGC 7268 a été découverte par l'astronome britannique John Herschel en 1834.

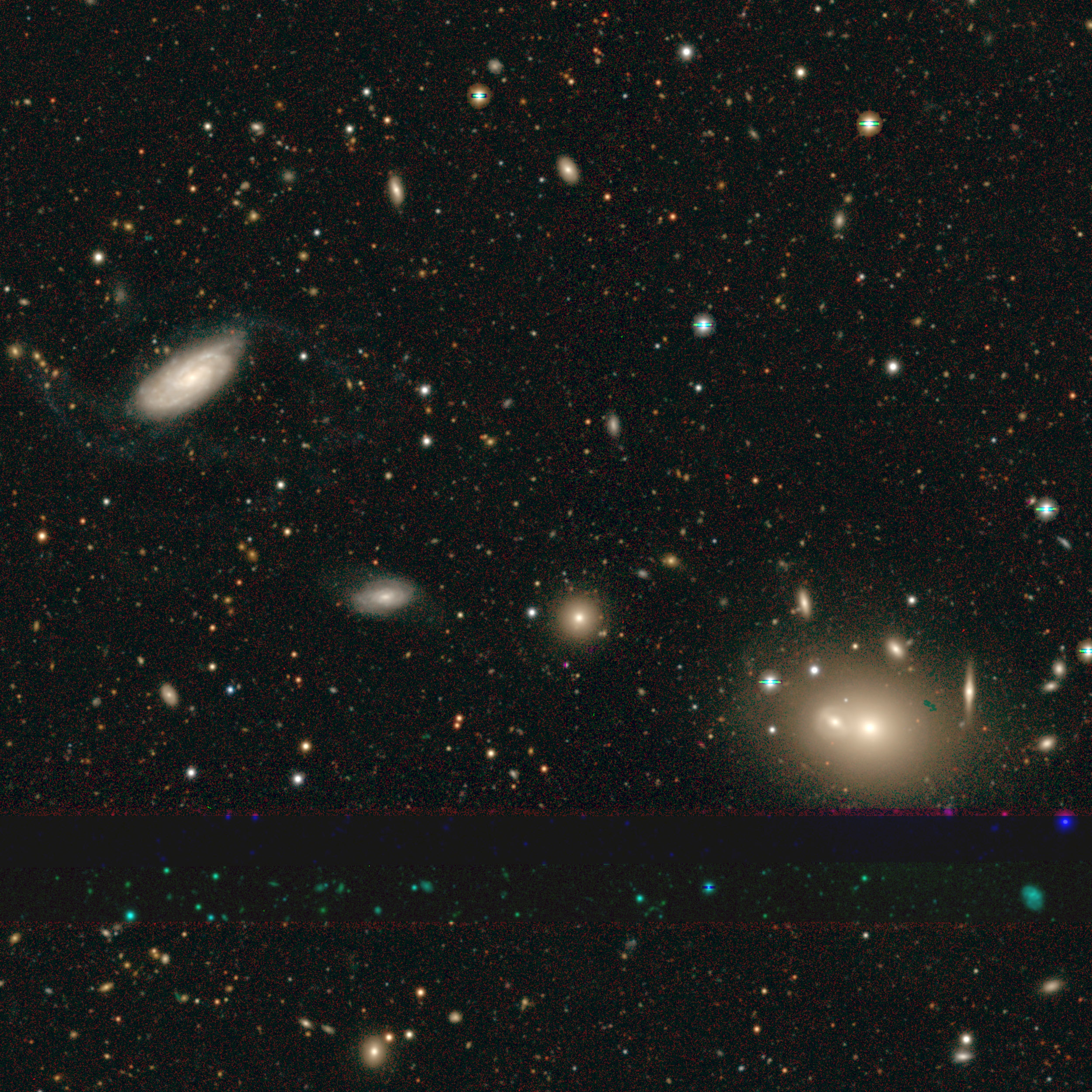
NGC 7268 par le projet « Legacy Surveys DR10 »